# Suore dei Santi Angeli custodi
Le suore dei Santi Angeli custodi (in spagnolo Hermanas de los Santos Ángeles Custodios) sono un istituto religioso femminile di diritto pontificio: i membri di questa congregazione pospongono al loro nome la sigla R.A.C.

## Storia

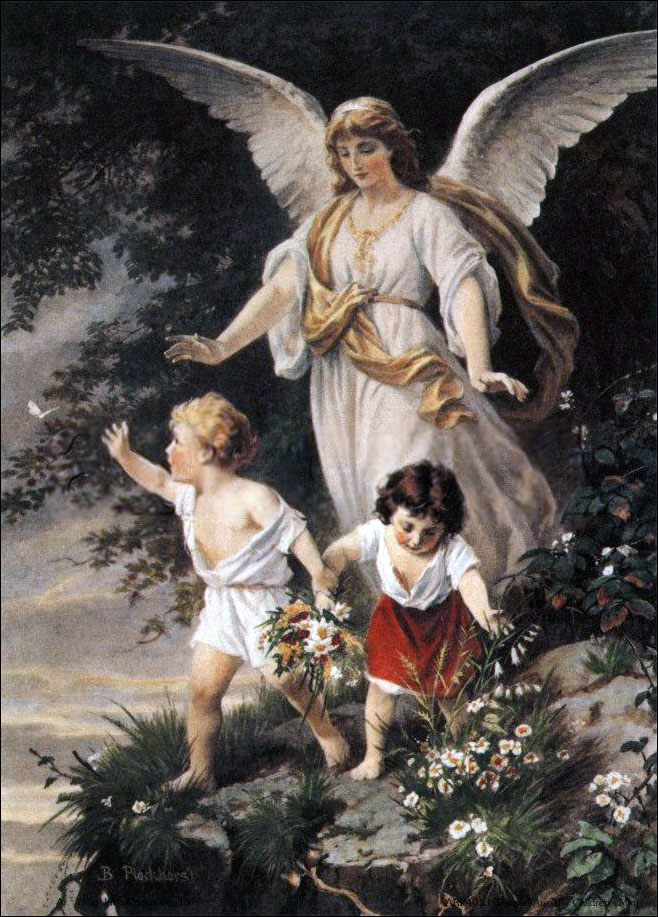
L'angelo custode

La congregazione venne fondata da Rafaela Ybarra de Vilallonga (1843-1900): di ricca famiglia, nel 1894 aprì a Bilbao un centro per dare alloggio e sostegno alle giovani giunte in città per trovare lavoro (la cosiddetta "Casa di perseveranza").
Per gestire l'opera, insieme a tre compagne, l'8 dicembre 1894, diede vita alla fraternità dei Santi Angeli Custodi: presto estese il suo apostolato all'educazione e all'assistenza ai bambini, per i quali aprì il Colegio Ángeles Custodios (1899).
Le suore dei Santi Angeli Custodi vennero erette in congregazione di diritto diocesano dal vescovo di Bilbao solo dopo la morte della fondatrice, l'11 marzo 1901: ottennero il pontificio decreto di lode il 21 gennaio 1929 e vennero approvate definitivamente dalla Santa Sede il 2 luglio 1940.
La fondatrice è stata beatificata il 30 settembre 1984 in Piazza San Pietro a Roma da papa Giovanni Paolo II.

## Attività e diffusione
Le suore dei Santi Angeli Custodi si dedicano all'istruzione e all'educazione cristiana della gioventù: gestiscono collegi, pensionati e residenze universitarie.
Sono presenti in Argentina, Brasile, Cile, Colombia, Repubblica Dominicana, Porto Rico, Spagna: la sede generalizia è a Madrid.
Al 31 dicembre 2005 l'istituto contava 193 religiose in 34 case.